# Bill Eyden
Bill Eyden (Hounslow, 4 maggio 1930 – Isleworth, 15 ottobre 2004) è stato un musicista, compositore e batterista britannico,famoso per essere stato il batterista di Dick Morrissey, di Miles Davies, e dei Procol Harum.

## Biografia
Inizia la sua attività come batterista nella band del pianista Steve Race. Nel 1957 inizia la sua collaborazione con il trombettista Miles Davis, che durerà alcuni anni.
Nel settembre del 1964 entra a far parte dei Georgie Fame and The Blue Flames, e vi rimase fino al dicembre del 1965. Dopo aver suonato in alcuni concerti con Dick Morrissey, nel 1967 diviene il primo batterista della rock band londinese Procol Harum, contribuendo al successo mondiale ottenuto in quel periodo. Negli anni ottanta inizia una lunga collaborazione con Bill Le Sage.

## Discografia
- Sonny Stitt / Live at Ronnie Scott's (May 1965) - Dick Morrissey Quartet
- Here and Now and Sounding Good! (September 1966) - Dick Morrissey Quartet
- Procol Harum (April/May 1967) - Procol Harum
- The Greatest Little Soul Band in the Land (1969) - J.J. Jackson
- Live at the Bull - Tribute Vols. 1-2 (recorded live 1987/8 - released 2007): - Dick Morrissey, Spike Robinson, Bill Le Sage, Alec Dankworth, Bill Eyden and others.